# Freie Wähler Landesvereinigung Baden-Württemberg
Die Freie Wähler Landesvereinigung Baden-Württemberg (Eigenschreibweise: FREIE WÄHLER Baden-Württemberg; Kurzbezeichnung: FREIE WÄHLER) ist die baden-württembergische Parteiuntergliederung der Bundesvereinigung Freie Wähler. Es bestehen keinerlei personelle, organisatorische oder inhaltliche Verbindungen zum Freie Wähler Landesverband Baden-Württemberg.

## Geschichte
Die Freie Wähler Landesvereinigung Baden-Württemberg wurde am 21. Mai 2010 in Rottweil, als Parteiuntergliederung der rund drei Monate zuvor in Berlin entstandenen Bundesvereinigung Freie Wähler, gegründet.
Sie resultierte aus einer Initiative mehrerer Bürgermeister und Kreisvorsitzender, welche durch die Parteigründung nicht mehr länger der besonderen Absprache zwischen dem Freie Wähler Landesverband und der CDU folgen wollten, dass Freie Wähler auf Landesebene nicht gegen die CDU antreten.
Die Gründungsmitglieder setzten sich zum Ziel „die Masse der Nichtwähler wieder zur Mitgestaltung unserer Gesellschaft zu motivieren“, weil es die etablierten Parteien nicht mehr schaffen. Erster Landesvorsitzender der Landesvereinigung war der frühere Bürgermeister von Kehl, Ulrich Mentz.
Bei der Gründung der Landesvereinigung ging es um eine strikte Wahrung des Konnexitätsprinzips im Sinne von „wer bestellt, muss auch bezahlen“. Die steigenden Aufgabenzuweisungen an die Gemeinden durch Bund und Länder, zum Beispiel in der Bildungspolitik, sollten auch von dort bezahlt werden. Außerdem wollte man sich für mehr Bürgerbeteiligung einsetzen.
Der Landesvereinigung ging es ausschließlich um ein Engagement auf Landes-, Bundes- und Europaebene. Sie wollte ausdrücklich nicht in Konkurrenz zu lokalen Freien Wählern treten und sah insofern auch keinen Konflikt gegenüber dem Freie Wähler Landesverband.

## Abgrenzung Landesverband zur Landesvereinigung
Der Freie Wähler Landesverband erhob eine Namensschutzklage gegen die Bundesvereinigung Freie Wähler, weil diese den Begriff „Freie Wähler“ ebenfalls als Namensbestandteil verwendet. Der Landesverband BW wollte jedoch den Namensbestandteil Freie Wähler exklusiv für sich allein beanspruchen. Das Landgericht Nürnberg-Fürth, welches aufgrund des nordbayerischen Sitzes der Bundesgeschäftsstelle der Freien Wähler für zuständig erklärt worden war, wies am 10. November 2010 die Klage ab. Der Vorsitzende der 3. Zivilkammer, Horst Rottmann, verzichtet bei der Klageabweisung auf eine erneute Begründung. Er wies darauf hin, dass er seine Rechtsauffassung schon bei der Verhandlung Mitte Oktober vertreten hatte, als das Gericht dem klagenden Vertreter des baden-württembergischen Landesverbands mitteilte, dass das Parteienprivileg nicht für kommunalpolitisch ausgerichtete Vereinigungen gelte und somit der Freie Wähler Landesverband Baden-Württemberg e.V. keinen Namensschutz besitze. Der Kammervorsitzende stellte hierzu fest: „Sie sind damit zu einer Koexistenz mit der Landesvereinigung Freie Wähler Baden-Württemberg verpflichtet.“

## Wahlen
In Baden-Württemberg kam es gleich nach der Gründung der Freie Wähler Landesvereinigung Baden-Württemberg nicht zur angedachten Teilnahme an der Landtagswahl 2011, da hierfür die Vorbereitungszeit zu knapp war.
Am 22. September 2013 trat die Landesvereinigung erstmals zu einer Bundestagswahl an. Dabei wurde ein Ergebnis von Erst- und Zweitstimmen von jeweils 0,6 % erreicht.
Bei der Europawahl 2014 vereinigten die Freie Wähler in Baden-Württemberg auf Anhieb 2,3 % der Stimmen auf sich.
Beim ersten Antritt der Landesvereinigung bei der Landtagswahl in 2016 erzielten sie in den drei besetzten Wahlkreisen 0,1 % Stimmanteil.
Zur Bundestagswahl 2017 trat die Landesvereinigung erneut an. Sie nominierten in 17 von 38 Wahlkreisen einen Direktkandidatin bzw. eine Direktkandidaten. Bei den Erststimmen konnten sie einen Stimmenanteil von 0,6 Prozent und bei den Zweitstimmen einen Stimmenanteil von 0,7 % erzielen.
Bei der Europawahl 2019 erzielten die Freien Wähler in Baden-Württemberg einen Stimmanteil von 3,2 %, ein Plus im Vergleich zum Ergebnis zu 2014 von 0,9 Prozent. Damit konnten Baden-Württemberg nach Bayern das zweitbeste Ergebnis der FREIEN WÄHLER bundesweit erzielen.
Zur baden-württembergischen Landtagswahl am 14. März 2021 trat die Freie Wähler Landesvereinigung Baden-Württemberg in 69 von insgesamt 70 Wahlkreisen mit Direktkandidaten an. Der Gesamtstimmenanteil betrug 3,0 %. Gegenüber den Ergebnissen der Landtagswahl von 2016 konnte ein Plus an Wählerstimmen von insgesamt 2,9 % erzielt werden, womit die Freien Wähler bei ihrer zweiten Teilnahme an den Landtagswahlen den höchsten prozentualen Anstieg an Wählerstimmen aller, bei der Landtagswahl 2021 angetretenen, Parteien hatten.